# Division 1 1989-1990
La Division 1 1989-1990 è stata la 52ª edizione della massima serie del campionato francese di calcio, disputato tra il 21 luglio 1989 e il 19 maggio 1990 e concluso con la vittoria dell'Olympique Marsiglia, al suo sesto titolo.
Capocannoniere del torneo è stato Jean-Pierre Papin (Olympique Marsiglia) con 30 reti.

## Stagione

### Novità
Venne ripristinato il sistema dei punti in vigore fino a due stagioni prima, con l'assegnazione di due punti per la squadra vincitrice.

### Avvenimenti
Lo svolgimento del torneo venne caratterizzato da un confronto al vertice fra il Bordeaux e l'Olympique Marsiglia: i campioni uscenti divennero la prima squadra a prendere il comando solitario della classifica, venendo subito sorpassati e raggiunti dai girondini, i quali proseguirono da soli per diverse giornate, salvo una parentesi del Paris Saint-Germain che approfittò della prima sconfitta stagionale della capolista per portarsi da solo al vertice alla settima giornata. A un controsorpasso dell'Olympique Marsiglia all'undicesima il Bordeaux rispose vincendo lo scontro diretto e concludendo il girone di andata con due punti di distacco sui rivali.
Durante il girone di ritorno i girondini mantennero il comando della classifica malgrado alcuni attacchi dell'OM, che a partire dalla ventinovesima giornata agganciò per tre volte i rivali, arrivando in questa situazione alla vigilia dello scontro diretto: con una vittoria per 2-0 l'Olympique Marsiglia prese definitivamente la vetta della graduatoria, confermandosi campione di Francia con un turno di anticipo. Nella giornata successiva si ebbero i verdetti per la qualificazione in coppa UEFA che, assieme al Bordeaux, videro premiato il Monaco: sconfiggendo il RC France i monegaschi decretarono anche l'ultimo verdetto per la lotta alla salvezza, con i parigini che caddero assieme al Mulhouse, condannato con due gare di anticipo.
Ai play-out interdivisionali ebbe accesso il Nizza, che nell'incontro di ritorno con lo Strasburgo rimontò la sconfitta dell'andata con un 6-0 in casa.

## Classifica finale
|  | Pos. | Squadra             | Pt | G  | V  | N  | P  | GF | GS | DR  |
|  | ---- | ------------------- | -- | -- | -- | -- | -- | -- | -- | --- |
|  | 1.   | Olympique Marsiglia | 53 | 38 | 22 | 9  | 7  | 75 | 34 | +41 |
|  | 2.   | Bordeaux            | 51 | 38 | 22 | 7  | 9  | 51 | 25 | +26 |
|  | 3.   | Monaco              | 46 | 38 | 15 | 16 | 7  | 38 | 24 | +14 |
|  | 4.   | Sochaux             | 43 | 38 | 17 | 9  | 12 | 46 | 39 | +7  |
|  | 5.   | Paris Saint-Germain | 42 | 38 | 18 | 6  | 14 | 50 | 48 | +2  |
|  | 6.   | Auxerre             | 41 | 38 | 14 | 13 | 11 | 49 | 40 | +9  |
|  | 7.   | Nantes              | 40 | 38 | 13 | 14 | 11 | 42 | 34 | +8  |
|  | 8.   | Olympique Lione     | 39 | 38 | 14 | 11 | 13 | 43 | 41 | +2  |
|  | 9.   | Tolosa              | 38 | 38 | 13 | 12 | 13 | 39 | 39 | 0   |
|  | 10.  | Brest               | 38 | 38 | 15 | 8  | 15 | 39 | 44 | -5  |
|  | 11.  | Cannes              | 36 | 38 | 12 | 12 | 14 | 44 | 50 | -6  |
|  | 12.  | Tolone              | 35 | 38 | 12 | 11 | 15 | 35 | 50 | -15 |
|  | 13.  | Montpellier         | 34 | 38 | 12 | 10 | 16 | 49 | 48 | +1  |
|  | 14.  | Metz                | 34 | 38 | 8  | 18 | 12 | 33 | 36 | -3  |
|  | 15.  | Saint-Étienne       | 34 | 38 | 11 | 12 | 15 | 38 | 46 | -8  |
|  | 16.  | Caen                | 34 | 38 | 12 | 10 | 16 | 34 | 48 | -14 |
|  | 17.  | Lilla               | 33 | 38 | 12 | 9  | 17 | 43 | 52 | -9  |
|  | 18.  | Nizza               | 31 | 38 | 9  | 13 | 16 | 34 | 48 | -14 |
|  | 19.  | RC France           | 30 | 38 | 10 | 10 | 18 | 39 | 59 | -20 |
|  | 20.  | Mulhouse            | 28 | 38 | 9  | 10 | 19 | 42 | 58 | -16 |

Legenda:
      Campione di Francia ed ammessa alla Coppa dei Campioni 1990-1991.
      Ammesse alla Coppa UEFA 1990-1991.
      Ammesse alla Coppa delle Coppe 1990-1991.
  Partecipa ai play-out.
      Retrocesse in Division 2 1990-1991.
Note:
Due punti a vittoria, uno a pareggio, zero a sconfitta.
In caso di arrivo di due o più squadre a pari punti, la graduatoria verrà stilata secondo la classifica avulsa tra le squadre interessate che prevede, in ordine, i seguenti criteri:
- Differenza reti generale.
- Reti realizzate in generale.

### Squadra campione
| Formazione tipo | Giocatori (presenze)     |
| --- | ------------------------ |
| Huard Roche Mozer Di Meco Amoros Vercruysse Sauzée Tigana Francescoli Waddle Papin | Gaëtan Huard (25)        |
| Huard Roche Mozer Di Meco Amoros Vercruysse Sauzée Tigana Francescoli Waddle Papin | Manuel Amoros (34)       |
| Huard Roche Mozer Di Meco Amoros Vercruysse Sauzée Tigana Francescoli Waddle Papin | Carlos Mozer (27)        |
| Huard Roche Mozer Di Meco Amoros Vercruysse Sauzée Tigana Francescoli Waddle Papin | Éric Di Meco (33)        |
| Huard Roche Mozer Di Meco Amoros Vercruysse Sauzée Tigana Francescoli Waddle Papin | Alain Roche (25)         |
| Huard Roche Mozer Di Meco Amoros Vercruysse Sauzée Tigana Francescoli Waddle Papin | Philippe Vercruysse (36) |
| Huard Roche Mozer Di Meco Amoros Vercruysse Sauzée Tigana Francescoli Waddle Papin | Franck Sauzée (36)       |
| Huard Roche Mozer Di Meco Amoros Vercruysse Sauzée Tigana Francescoli Waddle Papin | Jean Tigana (37)         |
| Huard Roche Mozer Di Meco Amoros Vercruysse Sauzée Tigana Francescoli Waddle Papin | Chris Waddle (37)        |
| Huard Roche Mozer Di Meco Amoros Vercruysse Sauzée Tigana Francescoli Waddle Papin | Jean-Pierre Papin (36)   |
| Huard Roche Mozer Di Meco Amoros Vercruysse Sauzée Tigana Francescoli Waddle Papin | Enzo Francescoli (28)    |
| Altri giocatori: Bruno Germain (27), Didier Deschamps (17), Patrice Eyraud (13), Abdoulaye Diallo (13), Philippe Thys (12), Pascal Rousseau (7), Éric Mura (4), Jean Castaneda (6), Karlheinz Förster (4), Carmelo Micciche (4), Gérard Bernardet (3), Benoît Cauet (1), André Basile (1). |                          |

## Spareggi

### Play-out
|            | Risultati |            | Luogo e data               |
| ---------- | --------- | ---------- | -------------------------- |
| Strasburgo | 3-1       | Nizza      | Strasburgo, 25 maggio 1990 |
| Nizza      | 6-0       | Strasburgo | Nizza, 29 maggio 1990      |
|            |           |            |                            |

## Statistiche

### Squadre

#### Capoliste solitarie
|    | —— | —— | ——       | ——       | ——       | —— | ——       | ——       | ——       | ——  | ——  | ——  | ——  | ——       | ——       | ——       | ——       | ——       | ——       | ——       | ——       | ——       | ——       | ——       | ——       | ——       | ——       | ——  | ——       | ——       | ——  | ——       | ——  | ——                  | ——                  | ——                  | ——                  | —— |  |
|    | OM |    | Bordeaux | Bordeaux | Bordeaux |    | Bordeaux | Bordeaux | Bordeaux | OM  | OM  |     |     | Bordeaux | Bordeaux | Bordeaux | Bordeaux | Bordeaux | Bordeaux | Bordeaux | Bordeaux | Bordeaux | Bordeaux | Bordeaux | Bordeaux | Bordeaux | Bordeaux |     | Bordeaux | Bordeaux |     | Bordeaux |     | Olympique Marsiglia | Olympique Marsiglia | Olympique Marsiglia | Olympique Marsiglia |    |  |
|    |    |    |          |          |          |    |          |          |          |     |     |     |     |          |          |          |          |          |          |          |          |          |          |          |          |          |          |     |          |          |     |          |     |                     |                     |                     |                     |    |  |
|    |    |    |          |          |          |    |          |          |          |     |     |     |     |          |          |          |          |          |          |          |          |          |          |          |          |          |          |     |          |          |     |          |     |                     |                     |                     |                     |    |  |
| 1ª | 2ª | 3ª | 4ª       | 5ª       | 6ª       | 7ª | 8ª       | 9ª       | 10ª      | 11ª | 12ª | 13ª | 14ª | 15ª      | 16ª      | 17ª      | 18ª      | 19ª      | 20ª      | 21ª      | 22ª      | 23ª      | 24ª      | 25ª      | 26ª      | 27ª      | 28ª      | 29ª | 30ª      | 31ª      | 32ª | 33ª      | 34ª | 35ª                 | 36ª                 | 37ª                 | 38ª                 |    |  |

#### Primati stagionali
Squadre
- Maggior numero di vittorie: Olympique Marsiglia, Bordeaux (22)
- Minor numero di sconfitte: Olympique Marsiglia, Monaco (7)
- Migliore attacco: Olympique Marsiglia (75)
- Miglior difesa: Monaco (24)
- Miglior differenza reti: Olympique Marsiglia (+41)
- Maggior numero di pareggi: Metz (18)
- Minor numero di pareggi: Bordeaux (7)
- Maggior numero di sconfitte: Mulhouse (19)
- Minor numero di vittorie: Metz (8)
- Peggior attacco: Metz (33)
- Peggior difesa: RC Paris (59)
- Peggior differenza reti: RC Paris (-20)

### Individuali

#### Classifica marcatori
| Gol | Rigori |  | Giocatore            | Squadra             |
| --- | ------ |  | -------------------- | ------------------- |
| 30  | 5      |  | Jean-Pierre Papin    | Olympique Marsiglia |
| 18  |        |  | Kálmán Kovács        | Auxerre             |
| 17  | 5      |  | Robby Langers        | Nizza               |
| 16  | 4      |  | Miloš Bursać         | Tolone              |
| 15  | 3      |  | Ramón Díaz           | Monaco              |
| 15  | 1      |  | Fabrice Divert       | Caen                |
| 14  |        |  | Klaus Allofs         | Bordeaux            |
| 14  | 1      |  | Abdelaziz Bouderbala | RC Paris            |
| 14  | 1      |  | Piet den Boer        | Bordeaux            |
| 14  | 1      |  | Jean-Marc Ferreri    | Bordeaux            |
| 13  | 3      |  | Guy Mengual          | Cannes              |
| 12  | 4      |  | Laurent Blanc        | Montpellier         |
| 12  | 1      |  | Eugène Kabongo       | Olympique Lione     |
| 12  | 4      |  | Alberto Márcico      | Tolosa              |
| 12  |        |  | Franck Priou         | Mulhouse            |

## Percorso dei club nelle coppe europee
| Club                | Competizione       | Risultato            | Ultimo avversario     |
| ------------------- | ------------------ | -------------------- | --------------------- |
| Olympique Marsiglia | Coppa dei Campioni | Semifinali           | Benfica (2-1; 0-1)    |
| Monaco              | Coppa delle Coppe  | Semifinali           | Sampdoria (2-2; 0-2)  |
| Auxerre             | Coppa UEFA         | Quarti di finale     | Fiorentina (0-1; 0-1) |
| Paris Saint-Germain | Coppa UEFA         | Sedicesimi di finale | Juventus (0-1; 1-2)   |
| Sochaux             | Coppa UEFA         | Sedicesimi di finale | Fiorentina (0-0; 1-1) |